# グランドハイアット福岡
グランドハイアット福岡（グランドハイアットふくおか、英: Grand Hyatt Fukuoka）は、福岡県福岡市博多区のキャナルシティ博多にある高級ホテル。ハイアットホテルアンドリゾーツの1つである。運営は福岡地所グループの株式会社エフ・ジェイ ホテルズから星野リゾートグループ運営に。

## 特徴
1996年4月26日、日本初、世界でも11番目のハイグレードな「グランド・ハイアット」ブランドのホテルとして、キャナルシティ博多内に開業。
標準のゲストルームで40平方メートルの広さを誇る。スイートルーム12室を含む全372室にファックスモデム、コンピューターモデム、独立型シャワーブースのある広いバスルーム、浴室テレビ、ウォシュレット式トイレを完備。7つの個性溢れるレストラン、ラウンジバー、フィットネスセンターがある。

## グランド・クラブ
- 14のスイートルーム
- 75室のクラブルーム

利用者はグランド クラブ専用ラウンジ、1,100平方メートルプライベートルーフガーデン利用可能。
また、フィットネスセンターも無料となる。

## 設備
- THE MARKET F：ビュッフェ
- マティーニーズ：バー
- バー フィズ：バー：
- フィットネスセンター
- 5つの宴会場とチャペル、神殿

など

## アクセス
- 鉄道
  - JR鹿児島本線・新幹線・博多南線・福岡市地下鉄空港線博多駅より徒歩10分
  - 西鉄天神大牟田線西鉄福岡（天神）駅より徒歩10分
  - 福岡市交通局（地下鉄空港線・箱崎線）中洲川端駅より徒歩10分